# Okręg wyborczy Downton
Okręg wyborczy Downton powstał w 1295 r. i wysyłał do angielskiej, a następnie brytyjskiej, Izby Gmin dwóch deputowanych. Okręg obejmował wieś Downton w hrabstwie Wiltshire. Został zlikwidowany w 1832 r.

## Deputowani do brytyjskiej Izby Gmin z okręgu Downton

### Deputowani w latach 1295–1660
- 1584–1587: Thomas Wilkes
- 1586–1587: Thomas Gorges
- 1604–1611: Carew Raleigh
- 1604–1611: William Stockman
- 1621–1622: Carew Raleigh
- 1621–1622: Thomas Hinton
- 1628–1629: Benjamin Rudyerd
- 1640–1644: Edward Griffin
- 1645–1648: Alexander Thistlethwaite
- 1659: Thomas Fitzjames
- 1659: William Coles
- 1660: Anthony Ashley-Cooper

### Deputowani w latach 1660–1832
- 1660–1660: Thomas Fitzjames
- 1660–1660: William Coles
- 1660–1661: Giles Eyre
- 1660–1661: John Elliott
- 1661–1675: Gilbert Raleigh
- 1661–1670: Walter Bockland
- 1670–1685: Joseph Ashe
- 1675–1678: Henry Eyre
- 1678–1695: Maurice Bocland
- 1685–1698: Charles Raleigh
- 1695–1698: Charles Duncombe, torysi
- 1698–1698: Maurice Bocland
- 1698–1701: John Eyre
- 1698–1702: Carew Raleigh
- 1701–1705: James Ashe
- 1702–1711: Charles Duncombe, torysi
- 1705–1715: John Eyre
- 1711–1713: Thomas Duncombe
- 1713–1715: John Sawyer
- 1715–1722: Charles Longueville
- 1715–1734: Giles Eyre
- 1722–1734: John Verney
- 1734–1747: Anthony Duncombe
- 1734–1741: Joseph Windham-Ashe
- 1741–1742: John Verney
- 1742–1746: Joseph Windham-Ashe
- 1746–1751: George Proctor
- 1747–1747: George Lyttelton
- 1747–1749: Richard Temple
- 1749–1753: Henry Vane
- 1751–1754: Thomas Duncombe
- 1753–1757: James Hayes
- 1754–1756: James Cope
- 1756–1761: Edward Poore
- 1757–1762: Charles Pratt
- 1761–1768: James Hayes
- 1762–1768: Thomas Hales
- 1768–1775: Thomas Duncombe
- 1768–1771: Richard Croftes
- 1771–1774: James Hayes
- 1774–1775: Thomas Dummer
- 1775–1779: John Cooper
- 1775–1780: Philip Hales
- 1779–1779: Thomas Duncombe
- 1779–1780: Bartholomew Bouverie
- 1780–1790: Bobby Shafto
- 1780–1784: Henry Seymour Conway
- 1784–1790: William Seymour Conway
- 1790–1796: Bartholomew Bouverie
- 1790–1801: William Scott
- 1796–1803: Edward Bouverie
- 1801–1802: William Pleydell-Bouverie, wicehrabia Folkestone
- 1802–1803: John Ward, torysi
- 1803–1806: John Blaquiere, 1. baron de Blaquiere
- 1803–1806: Charles Marsham, wicehrabia Marsham
- 1806–1812: Bartholomew Bouverie
- 1806–1807: Duncombe Pleydell-Bouverie
- 1807–1813: Thomas Plumer, torysi
- 1812–1813: Charles Henry Bouverie
- 1813–1818: Thomas Brooke-Pechell
- 1813–1818: Edward Golding
- 1818–1819: William Pleydell-Bouverie, wicehrabia Folkestone
- 1818–1819: William Scott
- 1819–1826: Bartholomew Bouverie
- 1819–1826: Thomas Brooke-Pechell
- 1826–1826: Thomas Grimston Bucknall Estcourt
- 1826–1826: Robert Southey
- 1826–1830: Bartholomew Bouverie
- 1826–1830: Alexander Powell
- 1830–1831: James Brougham
- 1830–1831: Charles Shaw-Lefevre
- 1831–1832: Thomas Creevey, wigowie
- 1831–1832: Philip Pleydell-Bouverie